# Nguyễn Văn Trắm
Nguyễn Văn Trắm hoặc Nguyễn Văn Chẩm (tiếng Trung: 阮文魫) (? - 1835) nguyên là lính Hồi lương thuộc quân đội triều Nguyễn trong lịch sử Việt Nam. Năm 1833, ông theo Lê Văn Khôi làm cuộc nổi dậy ở thành Gia Định (1833-1835). Khi đại cục thất bại, ông bị bắt và đã tự sát trên đường đi thụ hình.

## Tiểu sử sơ lược
Không rõ thân thế ông, chỉ biết quê ông ở Hưng Yên, vì phạm tội, được Tả quân Lê Văn Duyệt nhận về sung vào đội lính Hồi lương ở thành Phiên An (Gia Định).

### Theo làm binh biến
Đêm 18 tháng 5 năm Quý Tỵ (tức 5 tháng 7 năm 1833), vì bất mãn, Lê Văn Khôi (quê Cao Bằng, con nuôi Lê Văn Duyệt) đã cùng với 27 người lính hồi lương trong đó có Nguyễn Văn Trắm, giết chết Bố chính Bạch Xuân Nguyên và Tổng đốc Nguyễn Văn Quế...
Được phần nhiều quân lính ở Phiên An ủng hộ, Lê Văn Khôi bèn chiếm lấy thành, tự xưng là Đại nguyên suý, phong chức cho những người đồng mưu để cùng khởi binh chống lại nhà Nguyễn. Khi ấy, Nguyễn Văn Trắm được làm Tiền quân thống lĩnh.
Nghe tin thành Phiên An và sáu tỉnh Nam Kỳ đều đã mất vào tay bị quân nổi dậy, vua Minh Mạng liền sai năm tướng là: Tống Phước Lương, Phan Văn Thuý, Trần Văn Năng, Nguyễn Xuân, Trương Minh Giảng cùng thống lĩnh quân thủy bộ và binh tượng tiến gấp vào đánh đuổi. Khoảng trung tuần tháng 7 năm 1833, cả ba đạo đại quân xuất phát từ Huế đã đến Gia Định, rồi tổ chức vây hãm thành Phiên An. Đang lúc đó Trung quân Thái Công Triều, một cộng sự tài giỏi của Lê Văn Khôi, bất ngờ đầu hàng quân triều, rồi dẫn quân đi đánh lại. Quân Xiêm nhân lời cầu viện kéo sang cũng bị quân triều đánh tan.
Đầu năm 1834, Lê Văn Khôi chết vì bệnh phù thũng. Con ông là Lê Văn Cù (8 tuổi) lên nắm quyền nguyên suý. Tuy nhiên, mọi việc trong ngoài, đều do tướng Nguyễn Văn Trắm quyết định.

Minh Mạng ra lệnh:
Vua dụ Nội các rằng: “Tướng giặc Nguyễn Văn Chẩm nguyên là tên tù phát phối làm lính, lại dám cùng tên đầu sỏ phản nghịch là Lê Văn Khôi cùng mưu làm loạn. Nay Khôi đã trước bị trời giết, những kẻ bị hiếp tòng đã lục tục ra thú, thế mà tên Chẩm còn liều chết cố giữ kháng cự, thực là đứa ngoan cố kiệt hiệt nhất trong lũ giặc ấy. Hiện nay quan quân vây đánh sát thành, nó như con cá bơi dưới đáy hũ, sớm muộn sẽ mổ thôi! Nhưng bà con thân thích nó, trước đây, quan địa phương đã tâu báo bắt giam, đã giao đình thần lập tức theo luật nghiêm xử rồi tâu. Khi án dâng lên, thì con nó là Nguyễn Văn Trịnh bị áp giải đến quân thứ Gia Định để kêu gọi tên Chẩm nhận diện. Còn vợ, con gái, em và cháu tên Chẩm 8 người đều giết đi. Lại sai quan Hưng Yên theo quê quán phạm nhân, đào mả tổ nó lên, đốt hài cốt, đổ xuống sông”.

### Chống giữ thành Phiên An
Theo Thực lục: "Giáp Ngọ, năm Minh Mệnh thứ 15 [1834], mùa hạ, tháng tư... " quân Nguyễn bắt người con của Nguyễn Văn Chẩm là Nguyễn Văn Trịnh ra kêu gọi ông đầu hàng. Ông sai sứ là Trần Đình Tam ra xin xá tội sẽ hàng. Các tướng trong thành Phiên An là Chương và Long ngầm mang thư ra ngoài xin làm nội ứng cho quân Nguyễn, bị ông Chẩm phát hiện và giết hết. Sau 3 ngày ông vẫn không ra hàng, con ông và Trần Đình Tam bị xử tử lăng trì... Tháng 6, lính quân Nguyễn là Nguyễn Văn Điểm bị quân Phiên An bắt vào thành: "... Chẩm dỗ, bảo phải nói dối [với người trong thành] rằng : ở ngoài thành quan quân có ít, giặc Xiêm lại đến, ngoài Bắc giặc cướp nổi lên và những người trong thành ra thú đều bị xử tử cả. Như vậy là để cho mọi người đều nghi hoặc về ta [triều đình]. Kịp lúc tên Chẩm họp đồ đảng để tra xét thì Văn Điểm đều nói trái lại, chỉ đáp lại bằng lời thẳng thắn, và nói : “Ta đã bị bắt, há tiếc gì cái chết ? Cho nên bảo thật lũ người trong thành mau mau tìm lấy đường sống, thà trái ý giặc mà chết còn được hiển thần, chẳng hơn theo giặc, chết làm ma quỷ hay sao ?”. Chẩm cả giận, giết chết Điểm, mổ gan, xẻo thịt mà ăn." ... Phạm Hữu Nguyên có ngầm ra hàng, bị phát giác, bị Chẩm giết. 
Mặc dù tình thế bất lợi, nhưng nhiều lần quân triều dùng lực lượng lớn tấn công đều bị thiệt hại nặng mà vẫn không hạ được thành. Vì vậy, các tướng lĩnh phía Nguyễn vẫn chọn giải pháp bao vây là chính. Đợi cho đến khi phía đối phương: lương thực và đạn dược đã vơi cạn, bệnh dịch tả làm chết rất nhiều người, tinh thần quân dân đã ly tán và hoang mang cực độ; thì bộ chỉ huy quân Nguyễn mới quyết định tấn công.
Theo sử liệu thì cuộc đánh phá lần này do tướng Nguyễn Tri Phương chỉ huy. Trước hết, ông chia quân ra thành 8 mũi, rồi cho súng lớn súng nhỏ bắn vào thành trong bốn ngày đêm để uy hiếp đối phương. Đạn từ trong thành cũng bắn ra không ngớt. Tuy nhiên, các cánh quân triều vẫn lên tiến được. Đến khi quân nổi dậy đã kiệt sức, quân triều liền xông lên phá cửa rồi như say máu họ xông vào chém giết không trừ đàn bà, con nít...
Giữa giờ phút lâm nguy ấy, Tiền quân Nguyễn Văn Trắm vẫn liều chết đốc quân ra chống cự. Nhưng chỉ một lúc sau thì thành bị hạ, ông bị bắt cùng với già trẻ trai gái cả thảy 1.831 người . Hôm ấy là ngày 16 tháng 7 năm Ất Mùi (tức 8 tháng 9 năm 1835).

### Bị bắt và tự sát
Theo giáo sư Nguyễn Phan Quang, thì Nguyễn Văn Trắm cùng năm trọng phạm là Lê Văn Cù, giáo sĩ Marchand, Bốn Bang , Nguyễn Văn Hoành, Nguyễn Văn Bột đều bị giam vào cũi sắt, giải về Huế xử lăng trì. Nhưng khi đến Quảng Ngãi, theo Liệt truyện thì Nguyễn Văn Trắm đã tự móc cổ họng chết. Sau đó, thân ông bị phân thây ra từng miếng và chặt đầu bỏ vào hòm đưa về. Theo Thực lục thì:
Ất Mùi, Minh Mệnh năm thứ 16 (1835), mùa thu, tháng 8, ... Tướng quân, Tham tán ở quân thứ Gia Định trích phái Tiền vệ Ban trực và Hậu vệ Thần cơ áp giải bọn nghịch Chẩm và thủ cấp nghịch Khôi về Kinh... Khi đến tỉnh Quảng Ngãi, nghịch Chẩm lấy xích thắt cổ tự tử. Ra lệnh cho phanh thây, chặt đầu Chẩm, đóng hòm đưa về Kinh. Những người coi việc áp giải là bọn Tôn Thất Tê đều bị cách chức ; Bố chính Tôn Thất Bạch và án sát Đặng Kim Giám ở Quảng Ngãi đều bị giáng 1 cấp.

## Thông tin thêm
Nguyễn Văn Trắm và tú tài Nguyễn Văn Hoành đều là bạn thân của Lê Văn Khôi, đều được phong tướng, và đều nổi tiếng là tay cừ khôi và ngang ngạnh nhất trong hàng ngũ quân nổi dậy. Cho nên người đời có câu: 
-Ngang như ông Hoành ông Trắm
-Mấy cha đó, đâu cũng là ông Hoành, ông Trắm chi đây!
Tương truyền, trên đường giải về Huế, hai ông vẫn cười nói vang dậy. Và theo học giả Trương Vĩnh Ký thì bài thơ Mang Gông là do hai ông làm, chứ không phải của Thủ Khoa Huân.

## Sách tham khảo chính
- Quốc sử quán triều Nguyễn (Cao Xuân Dục làm tổng tài), Đại Nam chính biên liệt truyện. Nhà xuất bản Văn học, 2004.
- Quốc sử quán triều Nguyễn (Cao Xuân Dục làm tổng tài), Quốc triều sử toát yếu. Nhà xuất bản Văn học, 2002.
- Quốc sử quán triều Nguyễn, Đại Nam thực lục, Chính biên, Đệ nhị kỷ, quyển 117.
- Trần Trọng Kim, Việt Nam sử lược. Nhà xuất bản Tân Việt, Sài Gòn, 1968.
- Phạm Văn Sơn, Việt sử tân biên (quyển 4). Tủ sách Sử học Việt Nam xuất bản, Sài Gòn, 1961.
- Vương Hồng Sển, Đất sành cũ đất Nam Kỳ và giặc Lê Văn Khôi, in trong Khảo về đồ sứ men lam (Huế). Nhà xuất bản Mỹ thuật, 1994.
- Huỳnh Minh, Gia Định xưa. Nhà xuất bản Văn hoá-Thông tin tái bản năm 2006.
- Nguyễn Phan Quang, Việt Nam thế kỷ XIX (1802-1884). Nhà xuất bản Thành phố Hồ Chí Minh, 2002